# Liebherr

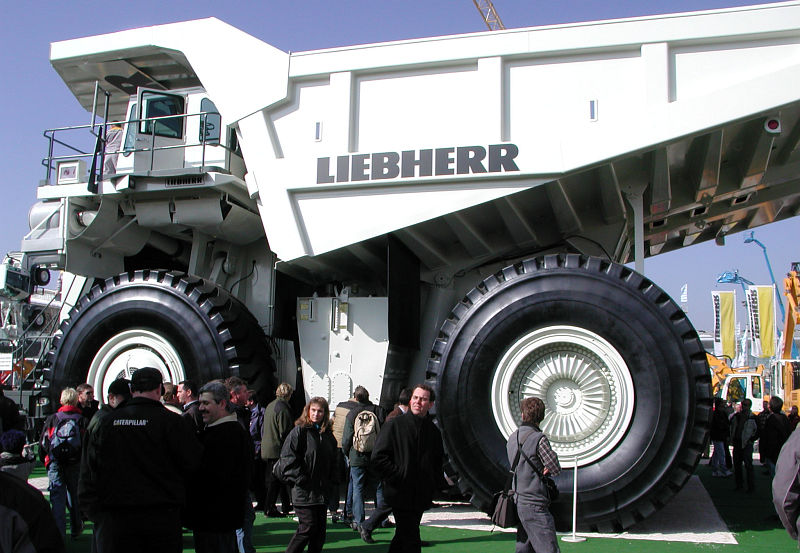
Liebherr T282

Skupina Liebherr je světovým výrobcem jeřábů a stavebních strojů. Sídlo firmy se nachází ve městě Bulle ve Švýcarsku. Výrobní centrála firmy sídlí ve městě Biberach an der Riss v německé spolkové zemi Bádensko-Württembersko.
Decentrálně organizovaná skupina společností zahrnuje jedenáct obchodních oblastí, které jsou provozně řízeny divizními mateřskými společnostmi: Zemní práce, Těžba, Mobilní jeřáby, Věžové jeřáby, Betonářská technika, Námořní jeřáby, Obráběcí stroje a automatizační systémy, Letecká a dopravní technika, Komponenty, Domácí spotřebiče a Hotely.

## Historie

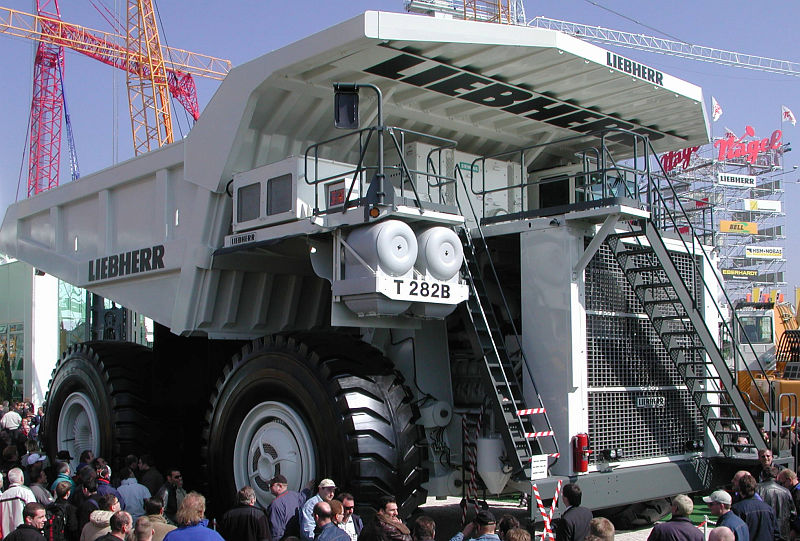
Liebherr T282

Firmu založil Hans Liebherr v roce 1949 ve městě Kirchdorf an der Iller. Prvním vyráběným strojem firmy byl mobilní věžový otočný jeřáb. Typicky žluté jeřáby Liebherr jsou dodnes k vidění na mnoha stavbách.
Liebherr-International AG, která má v holdingu vedoucí a kontrolní funkci, sídlí ve švýcarském městě Bulle v kantonu Fribourg, jejími majiteli jsou výlučně členové rodiny Liebherr. Rodinný podnik vede už druhá generace, sourozenci Isolde a Willi Liebherrovi.
Pevný dampr Liebherr T282B byl do roku 2013 považován za největší nákladní automobil světa a stroji TI 272 patří 6. místo, bagr R 996 je ve své kategorii pátý.

## Produkty

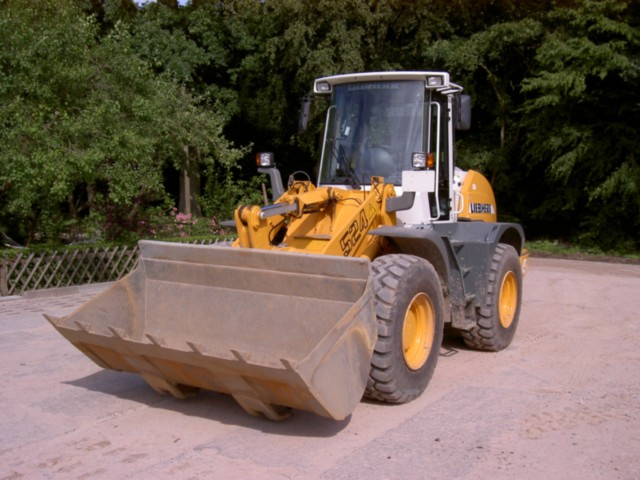
Kolový nakladač L 524

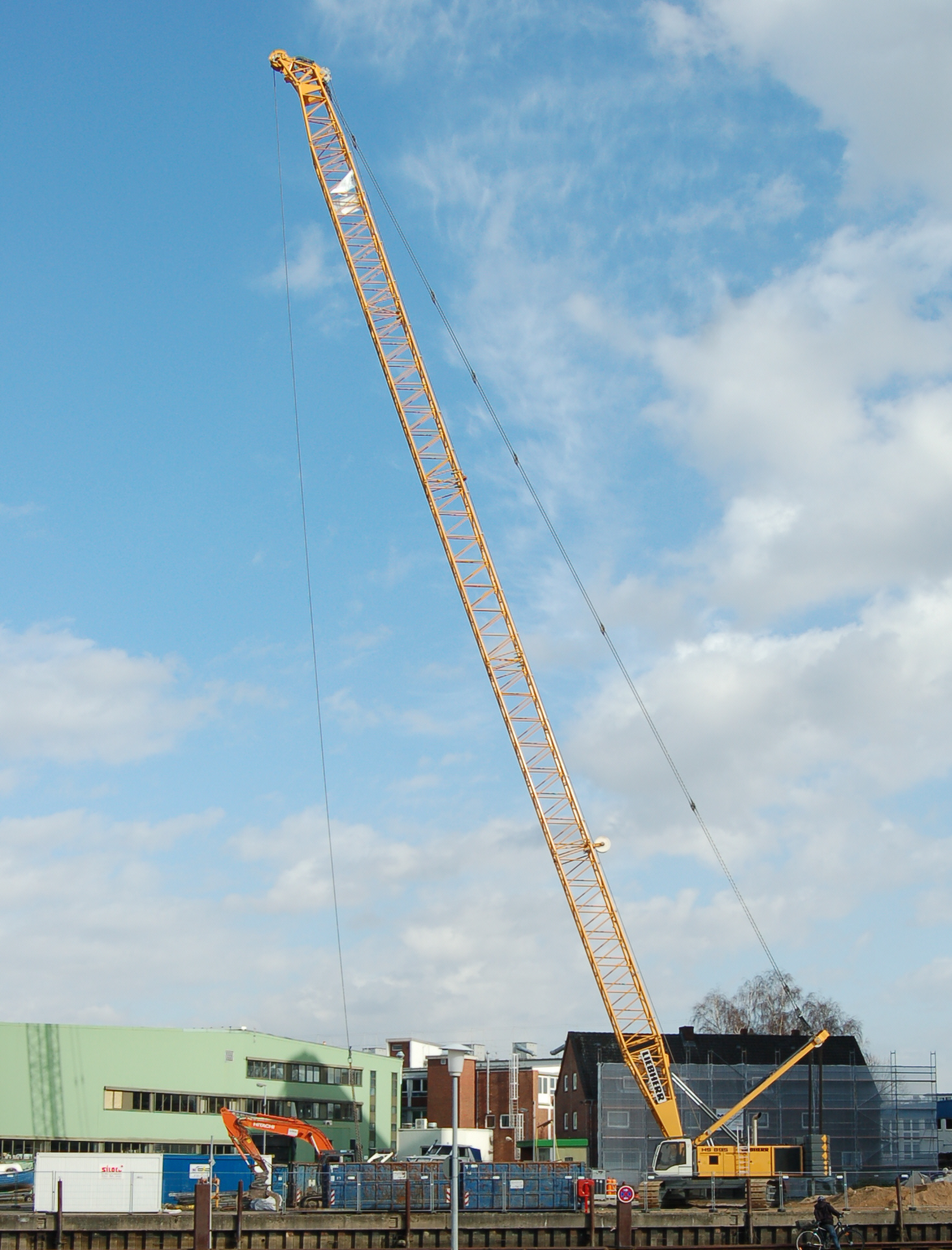
HS 895 Hydroseilbagger

- jeřáby: kontejnerové, mobilní, přístavní, i jeřáby pro vrtné plošiny
- Nákladní vozy: mezi jinými i největší sklápeč na světě – Liebherr T282
- nástavby nákladních automobilů: domíchávače betonu, vozy pro svoz a recyklaci odpadu
- bagry, buldozery, kolové a teleskopické nakladače, vrtné soupravy a stroje pro těžební průmysl
- klimatizační vybavení pro letecký průmysl (Liebherr-AEROSPACE)
- výroba strojů a obráběcích strojů, přepravní linky
- spotřební elektronika pro domácnost i komerční využití: ledničky, mrazničky, chladicí vitríny, vinotéky, humidory

Holding Liebherr vlastní také šest hotelů nejvyšší kategorie v Rakousku, Irsku a Německu.

## Výrobní závody
Liebherr vyrábí v 25 továrnách v 11 zemích na čtyřech kontinentech.
| Země           | Město                  | Produkce                                                                        | Zaměstnanci |
| -------------- | ---------------------- | ------------------------------------------------------------------------------- | ----------- |
| Brazílie       | Guaratinguetá          | Bagry pásové i kolové, buldozery, domíchávače betonu a jeřáby                   | 550         |
|                | Sâo Jose dos Campos    | Podvozkové a hydraulické skupiny pro letadla                                    |             |
| Bulharsko      | Marica                 | Chladničky a mrazničky                                                          | 1025        |
| Čína           | Ta-lien                | Hydraulické bagry                                                               | 50          |
|                | Sü-čou                 | Domíchávače betonu                                                              | 300         |
| Německo        | Kirchdorf an der Iller | Hydraulické bagry a komponenty hydrauliky                                       | 1525        |
|                | Bad Schussenried       | Zařízení pro betonárky, domíchávače betonu, pásové dopravníky a měřící technika | 675         |
|                | Biberach an der Riß    | Věžové jeřáby a komponenty                                                      | 1925        |
|                | Ehingen                | Mobilní a příhradové jeřáby, stavební a speciální vyprošťovací jeřáby           | 2300        |
|                | Friedrichshafen        | Ovládací a pohonné systémy pro vrtulníky a letadla                              | 275         |
|                | Kempten (Allgäu)       | Manipulační technika                                                            | 900         |
|                | Lindau                 | Elektronické řídící jednotky                                                    | 230         |
|                | Lindenberg im Allgäu   | Systémy pro letectví                                                            | 1650        |
|                | Ochsenhausen           | Chladicí a mrazicí technika                                                     | 1775        |
|                | Rostock                | Námořní jeřáby                                                                  | 420         |
| Francie        | Colmar                 | Pásové bagry                                                                    | 1450        |
|                | Toulouse               | Systémy klimatizace pro letectví                                                | 825         |
| Velká Británie | Sunderland             | Jeřáby pro lodě a vrtné plošiny a speciální jeřáby                              | 180         |
| Irsko          | Killarney              | Kontejnerové jeřáby                                                             | 450         |
| Rakousko       | Bischofshofen          | Kolové nakladače                                                                | 800         |
|                | Korneuburg             | Klimatizace a hydraulické systémy pro kolejová vozidla                          | 225         |
|                | Lienz                  | Ledničky a mrazničky                                                            | 1475        |
|                | Nenzing                | Housenicové jeřáby, lanová rypadla, přístavní a lodní jeřáby, nakladače         | 1440        |
|                | Telfs                  | Buldozery a kloubové nakladače                                                  | 450         |
| Švýcarsko      | Bulle                  | Vznětové motory                                                                 | 600         |
| Španělsko      | Pamplona               | Jeřáby a domíchavače betonu                                                     | 250         |
| Thajsko        | Rayong                 | Domíchávače betonu, mísící zařízení a věžové jeřáby                             | 150         |
| USA            | Newport News           | Dampry jako Liebherr T282, stroje pro důlní provozy                             | 375         |

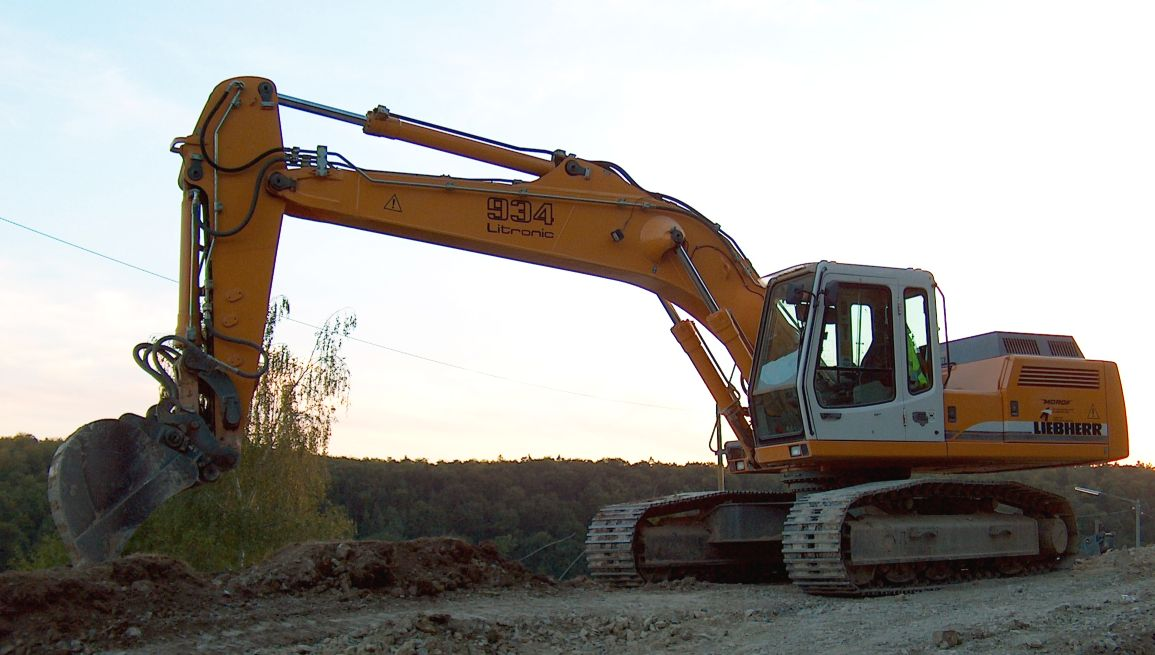
Bagr Liebherr R934
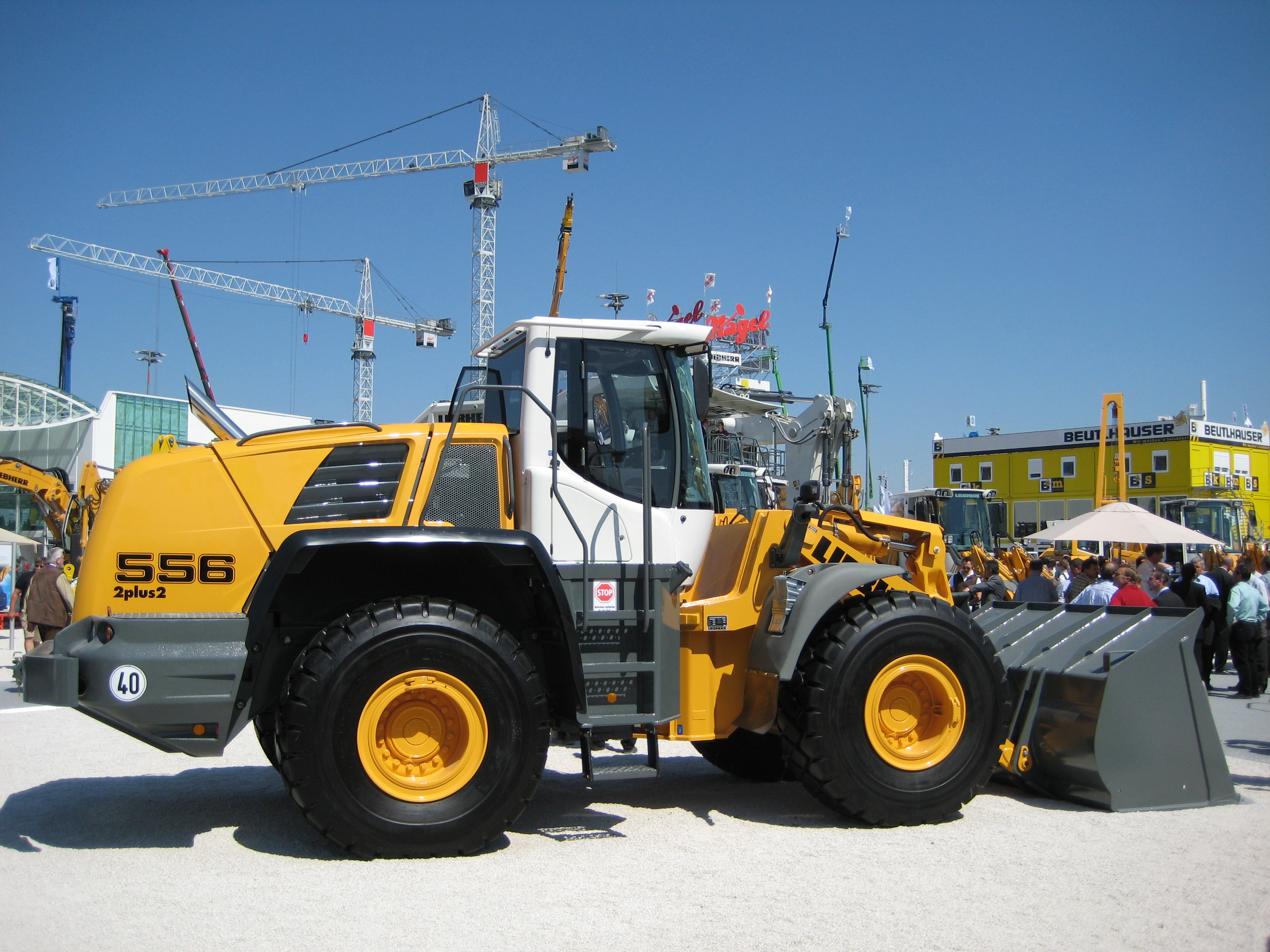
Kolový nakladač
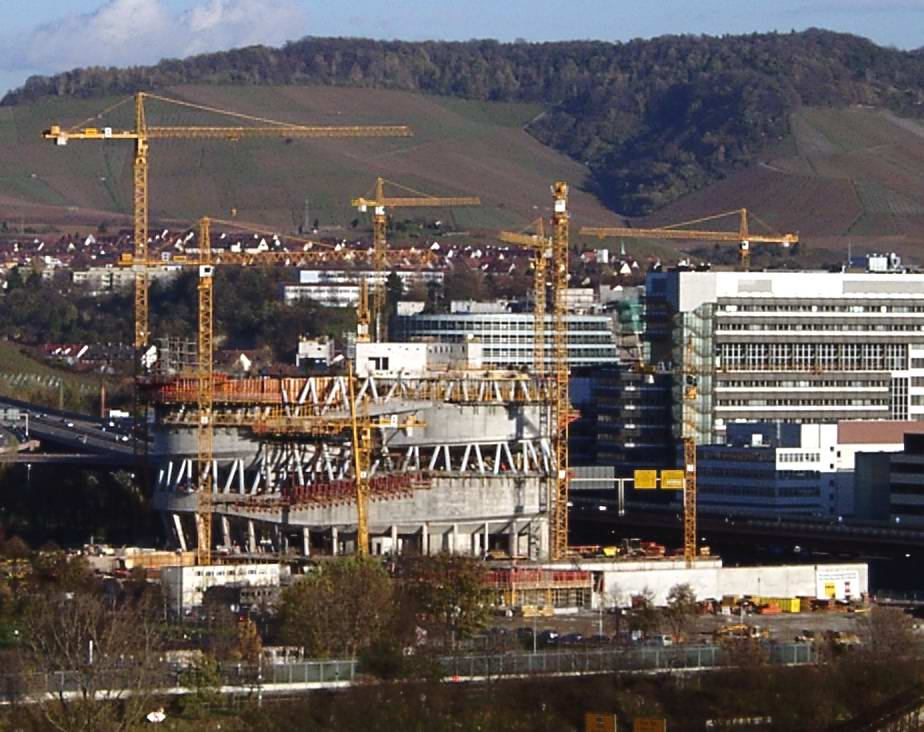
Jeřáby Liebherr na stavbě nového muzea Mercedes-Benz ve Stuttgartu
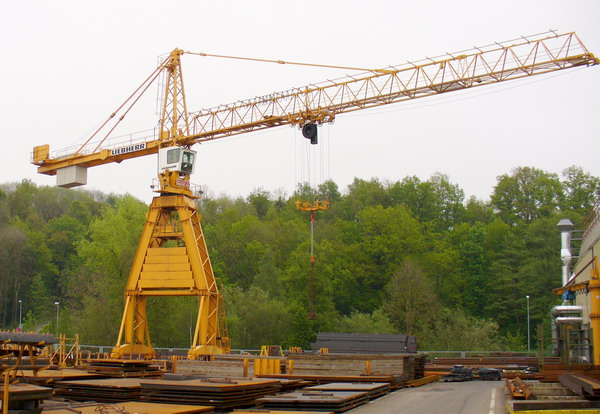
Věžový jeřáb
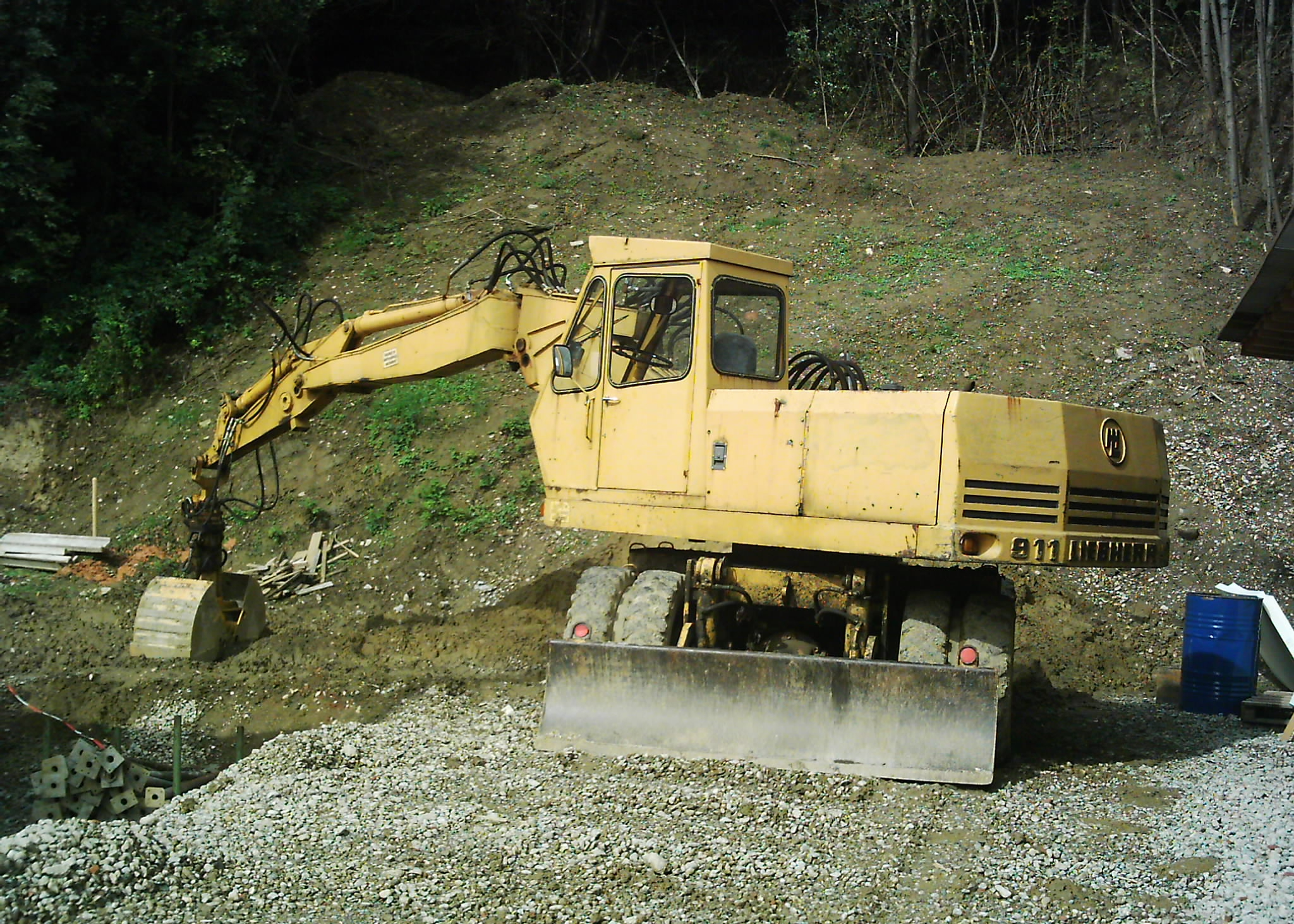
Bagr 911
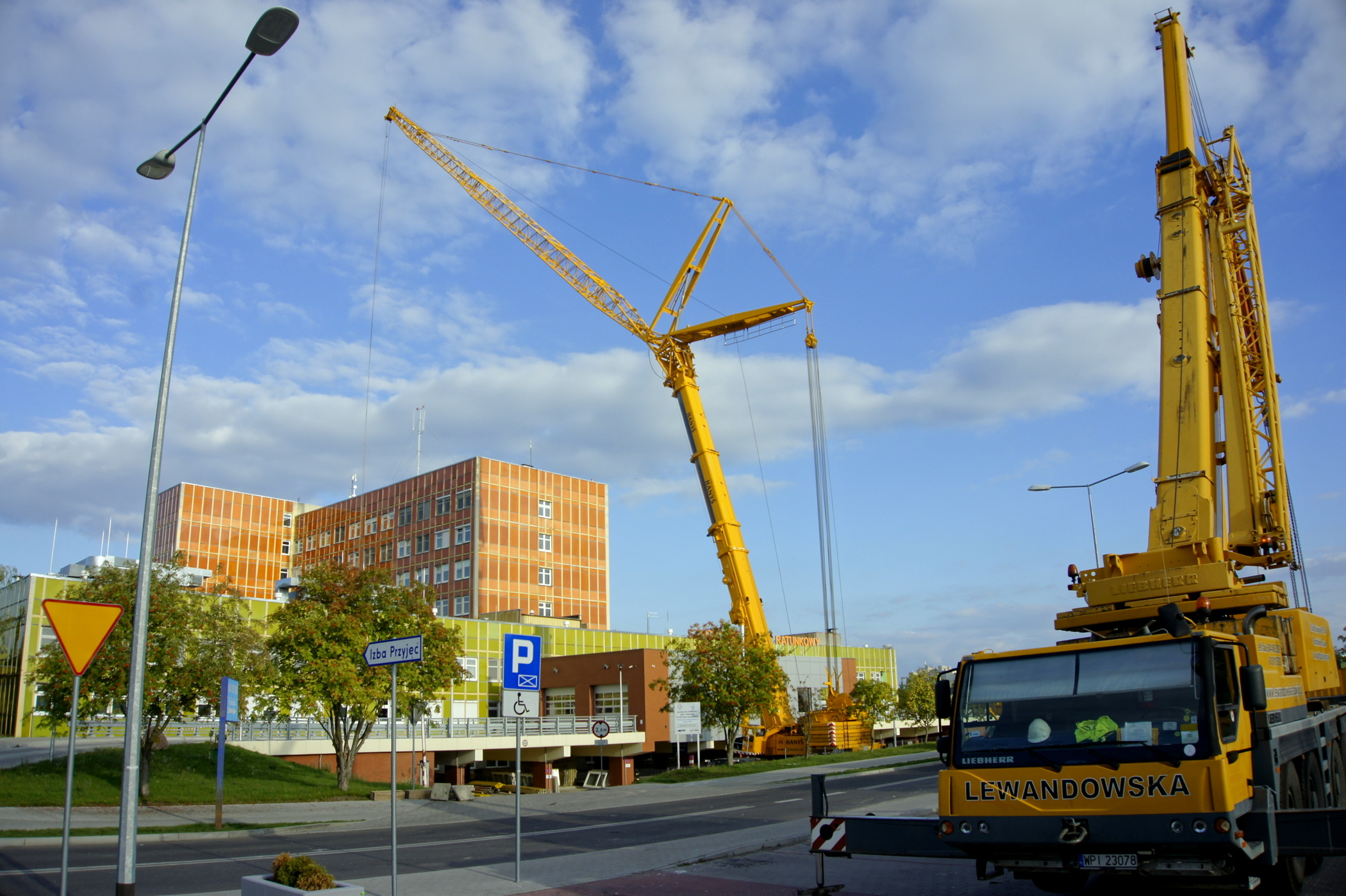
Liebherr LTM 1500
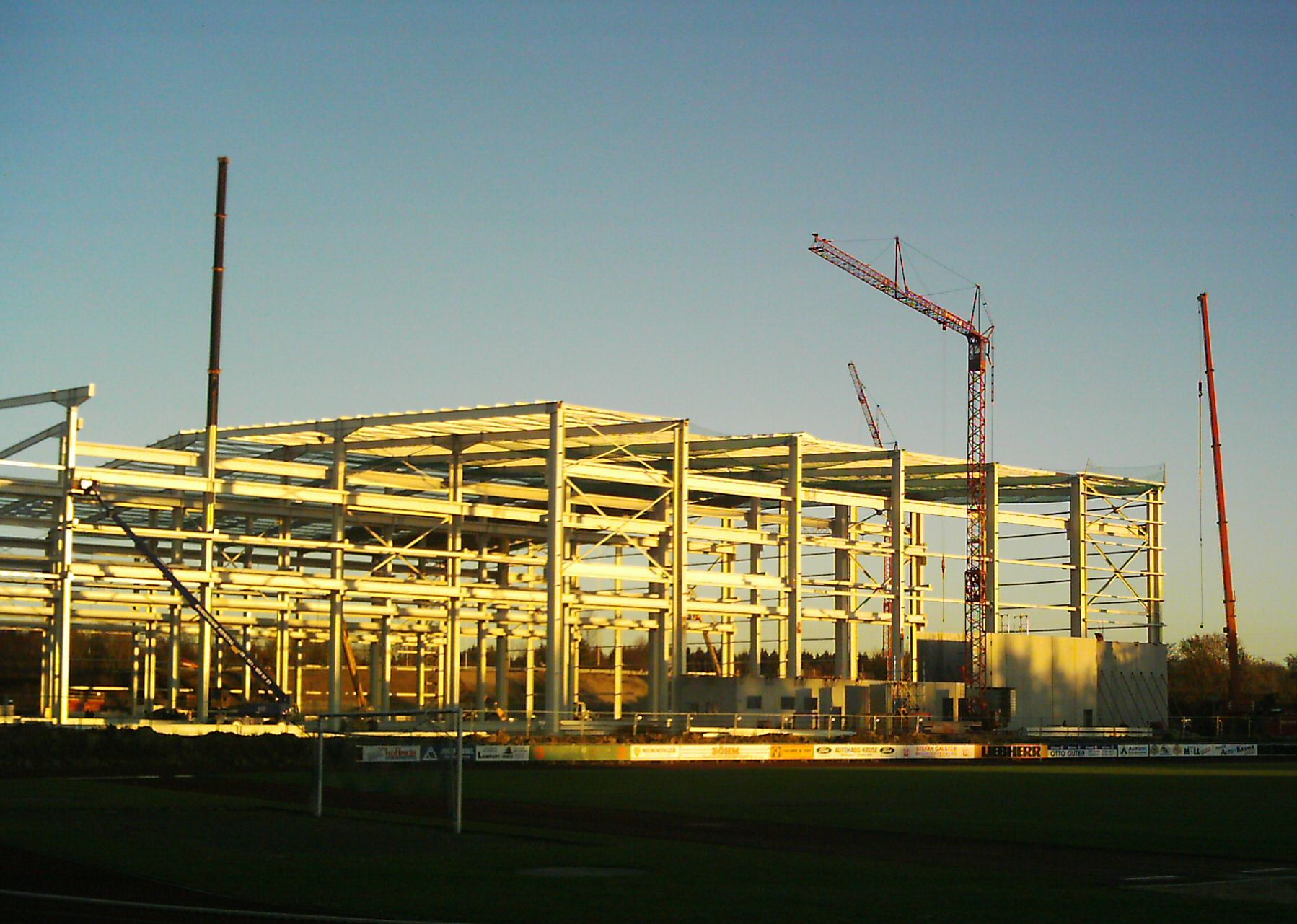
Nová výrobní hala v Kirchdorfu
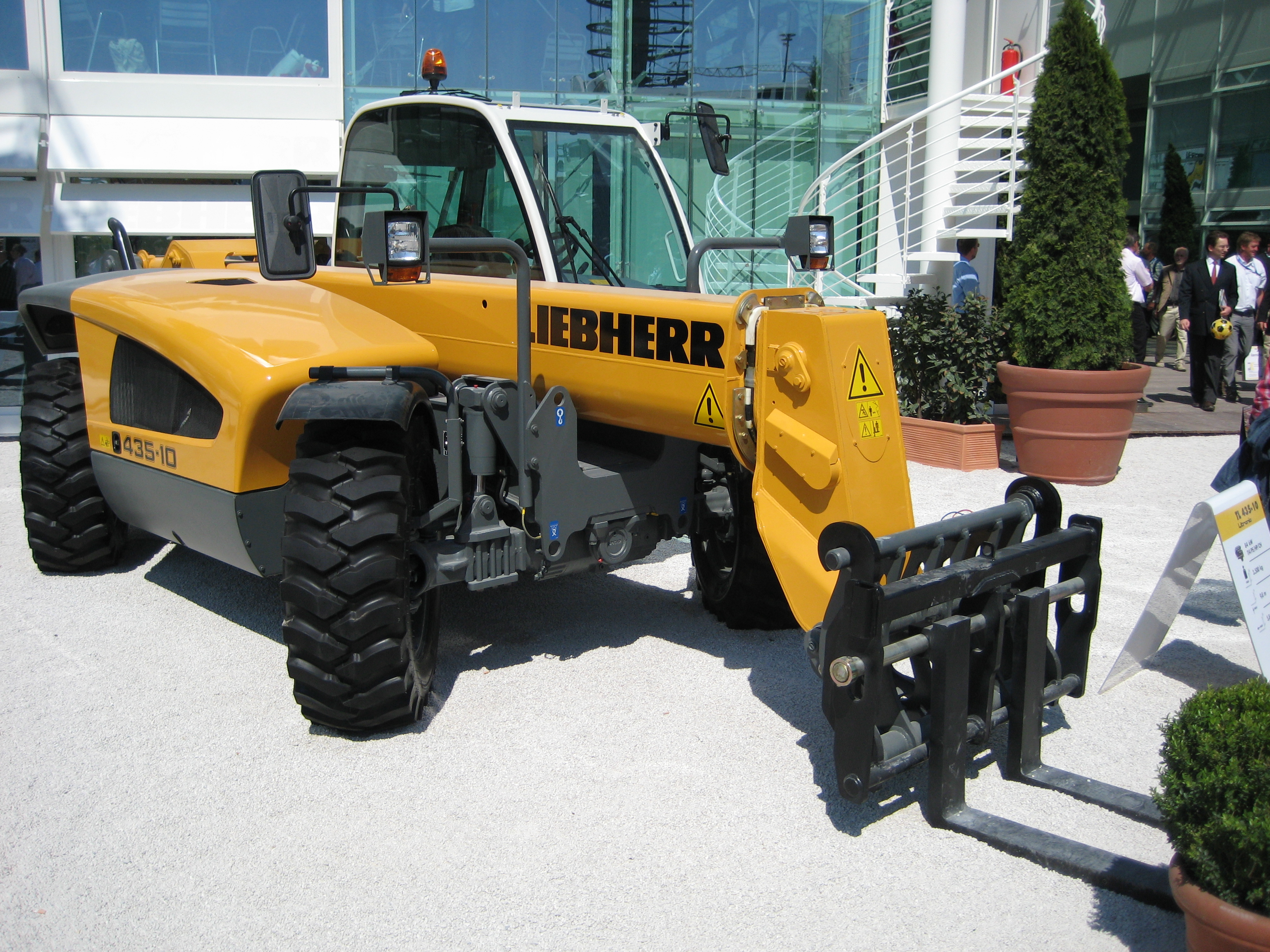
Teleskopický nakladač
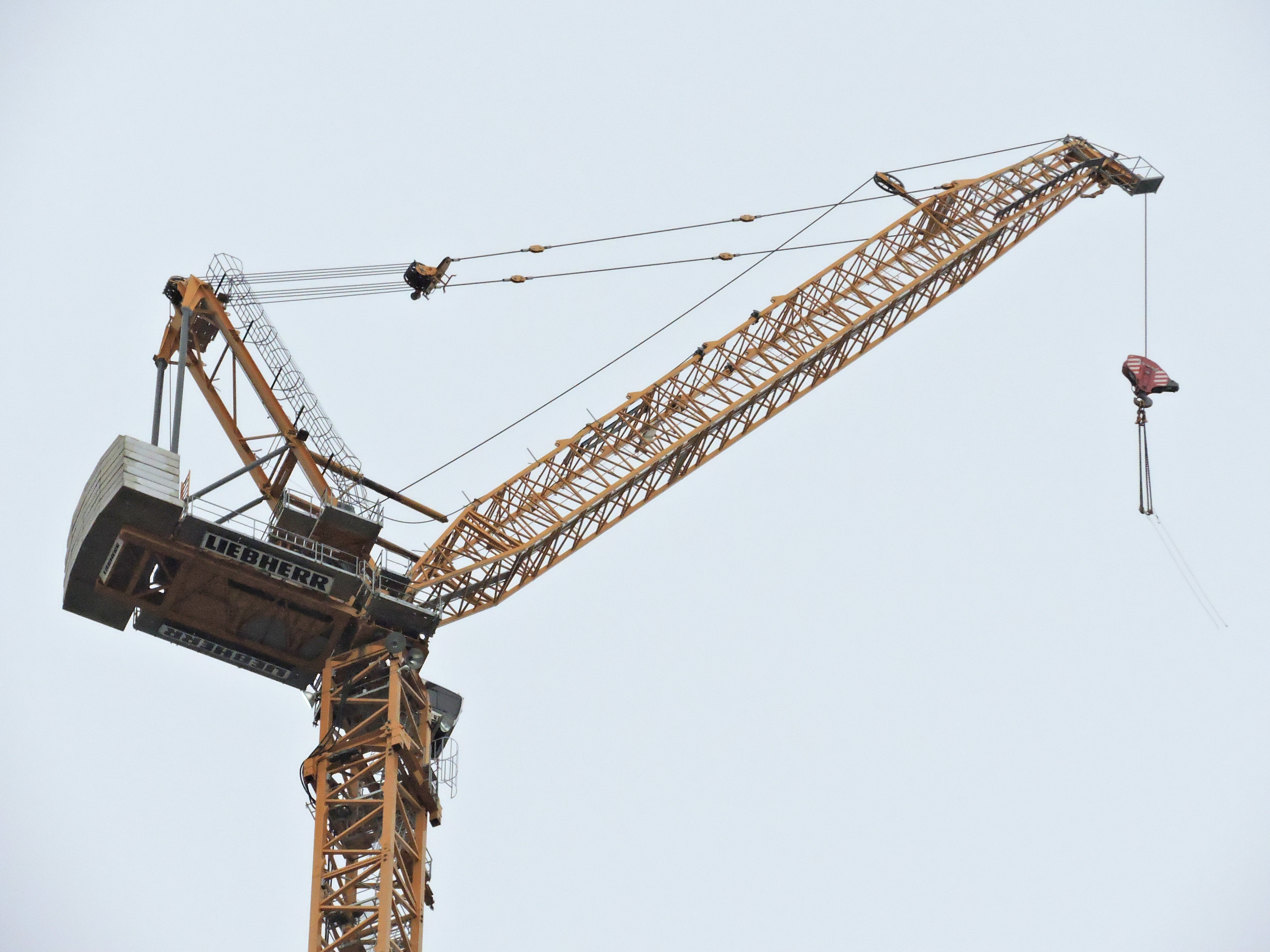
Liebherr-710 HC-L 32/64 Litronic